# Andrea Ballschuh

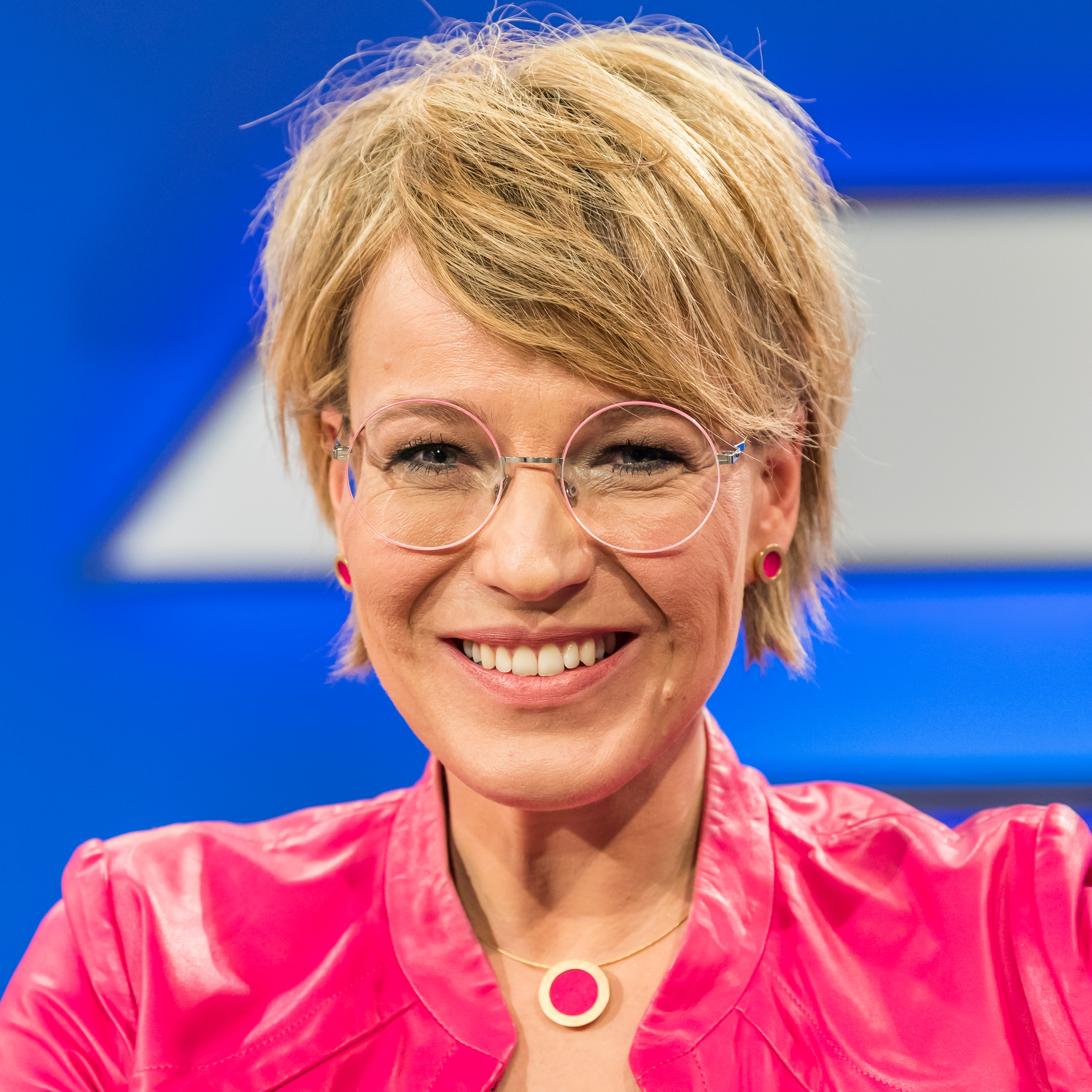
Andrea Ballschuh, 2019

Andrea Ballschuh (* 12. Juli 1972 in Dresden) ist eine deutsche Fernseh- und Radiomoderatorin.

## Leben
Ballschuhs Eltern ließen sich scheiden, als sie drei Jahre alt war. Sie wuchs mit ihrer neun Jahre älteren Schwester bei ihrer Mutter auf. Sie trat bereits im Alter von elf Jahren im Fernsehen der DDR als Kinderansagerin auf, mit 13 Jahren moderierte sie die Sendung Ein Bienchen für… . Nach dem Abitur 1991 war sie ein Jahr als Au-pair-Mädchen in Los Angeles bei Jessika Cardinahl und Al Corley und deren drei Kindern.
Ballschuh war seit 2007 mit dem englischen Musiker Jem Atai verheiratet, das Paar hat eine Tochter. 2017 trennte es sich.
Seit 2019 arbeitet Ballschuh als Online-Videocoach.

## Karriere

### Radio
Ballschuh begann ihre Karriere im Radio. So moderierte sie als Jugendliche bei DT64. Während ihres Aufenthalts in Los Angeles konnte Ballschuh weitere Erfahrungen beim Radio sammeln. Im März 1994 begann sie, bei 94,3 rs2 zu arbeiten, wo sie bis Juni 1999 blieb. Dort moderierte sie u. a. neben Thomas Koschwitz als Co-Moderatorin die Morningshow. Ab Herbst 1999 arbeitete sie bei Radio Paradiso. Ballschuh moderiert zudem für SWR1 das Magazin Leute.

### Fernsehen
Nachdem sie sich bei einem Casting erfolgreich durchsetzte, moderierte Ballschuh ab Frühjahr 1996 auf DW-TV das Wetter der Sendungen Boulevard Deutschland und Boulevard Germany. Von 1997 bis 2004 arbeitete sie bei Sat.1 und moderierte dort das Wetter bei den 18:30-Nachrichten sowie gelegentlich das Ländermagazin 17:30 (17:30 – live aus Berlin, 17:30 – live aus Hannover).
Im Jahr 2003 wechselte sie zum ZDF und moderierte dort seit August das Servicemagazin Volle Kanne. Aufgrund ihrer Schwangerschaft präsentierte Ballschuh die Sendung letztmals am 27. März 2009. Anfang Oktober 2011 kehrte sie zurück, um Nadine Krüger während deren Schwangerschaft zu vertreten. Als Krüger zurückkehrte, blieb Ballschuh der Sendung erhalten. Im Dezember 2016 verließ sie Volle Kanne. Seit September 2022 ist Andrea Ballschuh wieder Mitglied des Moderatorenteams.
Von 2016 bis 2021 war Ballschuh eine der Moderatorinnen der hr-Sendung hallo hessen.
Im ZDF moderierte sie weiterhin verschiedene Sendungen, z. B. von 2011 bis zum 27. Februar 2022 sonntags, drehscheibe, Leute heute sowie hallo deutschland.
Von Mai 2005 bis Januar 2023 war Ballschuh Moderatorin der Quizsendung Quickie im MDR. Im MDR präsentierte sie weiterhin Die MDR-Hitparade.

### Weitere Moderationen
Mehrfach moderierte Ballschuh den Deutschen Schmuck- und Edelsteinpreis. Weiterhin moderierte sie Dokumentationen, Galas und Shows, wie die Goldene Henne, die Silvestergala mit André Rieu, die Starnacht am Wörthersee, die Benefizgala Winterwunderland, Die Frühlingsshow, Dresden anders, Das Spaßvögel-Quiz, Die Galanacht der Stars im Zirkus Sarrasani und viele weitere.

### Schauspiel
Weiterhin ist Ballschuh gelegentlich als Schauspielerin tätig: Sie spielte u. a. Episodenrollen in SOKO München (2005 und 2006), Die Rosenheim-Cops (2006, Die doppelte Venus), Notruf Hafenkante (2011, Im Bunker) und Die Garmisch-Cops (2014, Ausgespielt).

### Autorin
Im Februar 2014 erschien ihr erstes Buch Gärtnern ist mein Yoga – Gummistiefel meine Pumps, das sie zusammen mit dem ZDF-Gartenexperten Elmar Mai schrieb. Zudem ist sie Autorin des im Jahr 2018 erschienenen Buchs Zucker is(s) nicht, in welchem sie sich mit dem Thema zuckerfreier Ernährung beschäftigt. Den Nachfolger, ein Backbuch, Zucker is(s) nicht! – die Festtagsedition veröffentlichte sie im Jahr 2019.

## Politisches Engagement
Im Dezember 2009 betätigte sich Ballschuh als Testimonial für die Initiative Neue Soziale Marktwirtschaft. Sie engagierte sich im Rahmen einer PR-Kampagne für die Aussage Soziale Marktwirtschaft macht’s besser… weil sie in unsere Zukunft investiert: unsere Kinder.
Mit der Deutschen Diabetes-Hilfe setzt sie sich für die Prävention von Diabetes-mellitus-Erkrankungen ein. Mit Apollo-Optik arbeitet sie zusammen, um die Sehgesundheit zu fördern.
Darüber hinaus ist Ballschuh Mitglied im Kuratorium der Hope Stiftung Kapstadt.

## Sonstiges
Ballschuh wurde am 23. Juni 2016 durch das Kuratorium Gutes Sehen e. V. als Brillenträgerin des Jahres 2016 ausgezeichnet. Diese Auszeichnung wurde in den Vorjahren bereits Joko Winterscheidt oder Jan Hofer zuteil.

## Moderation (Auswahl)
- 1983–1988: Ein Bienchen für … (Deutscher Fernsehfunk)
- 1996–1997: Boulevard Deutschland und Boulevard Germany (DW-TV)
- 1997–2002: 18.30 Nachrichten Wetter (Sat.1)
- 1997–2002: 17:30 Live – aus Berlin (Sat.1)
- 1999–2001: Morgensendung (Radio Paradiso)
- 2001–2004: 17:30 Live – aus Hannover (Sat.1)
- seit 2002: (Gedanken zum Auftanken) (Radio Paradiso)
- 2003–2004: Traumland Deutschland (ZDF)
- 2003–2004: schick & schön (ZDF)
- 2003–2009, 2011–2016: Volle Kanne (ZDF)
- 2004–2005: delikat (MDR)
- 2005: Mein Zittau hat 3 Ecken (MDR)
- 2005–2006: Starnacht am Wörthersee (ZDF)
- 2005: Winterwunderland (ZDF)
- 2005: Dresden anders (ZDF)
- 2005–2023: Quickie (MDR)
- 2006: Wie herrlich ist doch der Frühling (MDR)
- 2006: Ein Tag rund um den Verzicht (MDR)
- 2006: Schussfahrt nach Meerane (MDR)
- 2006: Swinging Rheingau (ZDF)
- 2006: Goldene Henne (MDR)
- 2007: Ein Dorf wird gewinnen (MDR)
- 2007: Zauberwelt der Berge (ZDF)
- 2007: Zimmer frei! (als Gast, WDR)
- 2007–2013: Die MDR-Hitparade (MDR)
- 2007: Links und rechts vom Rennsteig (MDR)
- 2008: Die Frühlingsshow (ZDF)
- 2008: Und was machst du? (MDR)
- 2008: Wintermelodien (MDR)
- 2008–2009: Mein allerschönstes Weihnachtslied (ZDF)
- 2008: Die große André Rieu Silvestergala (ZDF)
- 2008: Mitteldeutschland singt (MDR)
- 2008: Die MDR-Pfingstrallye (MDR)
- 2009: Auf einen Sprung (MDR)
- 2009: Rätselhafte Frühlingsboten (MDR)
- 2009: DVHD – Die verrückteste Hitparade Deutschlands (MDR)
- 2009: Blumen für den Walzerkönig (MDR)
- 2009–2010: Die Ärzte – Der Medizintalk im ZDF mit Joe Bausch, Thomas Kurscheid und Karella Easwaran
- 2009–2011: hr3 extra am Samstag (hr3)
- 2010: Klostertaler & Freunde (MDR und HR)
- 2010: Das große Showwochenende im MDR (MDR)
- 2010: Der große MDR Triathlon (MDR)
- 2010–2011: Spaßvögel-Quiz (MDR)
- 2010: Gesagt ist gesagt (MDR)
- 2010: Unsere Stars und ihre Jubiläen (MDR)
- 2011: Die MDR-Hitshow (MDR)
- 2011–2022: sonntags – TV fürs Leben (ZDF)
- 2011–2012: 100pro deutsch (hr3)[30]
- 2011–2016: Die große Fernsehbescherung (MDR)
- 2012: Alles Gute (MDR)
- 2012: Weihnachten mit dem Bundespräsidenten (ZDF)
- seit 2013: Radio NRW Die Nacht
- 2013: Die ZDF-Hitparty (ZDF)
- 2013–2017: Hier spielt die Volksmusik! (HR)
- 2014: Ticket to Love (RTL)
- 2015: Grün und schön (ZDFinfo)
- 2015: Leute heute (ZDF)
- 2015–2022: hallo deutschland (ZDF)
- 2016: wieder wertvoll (ZDF)
- 2016–2023: Drehscheibe (ZDF)
- 2016: Dresden feiert! – Das Fest zum Tag der Einheit (ZDF, mit Mitri Sirin)
- 2016–2021: Hallo Hessen (HR)
- seit 2016: SWR1 Rheinland-Pfalz